# 田霍卿
田霍卿（1945年—2004年），男，山西沁水人，中华人民共和国政治人物。

## 生平
早年担任中共阳城县委书记，1992年，担任晋城市人民政府市长。1994年，任晋城市委书记。1995年12月，升任中共阳泉市委书记。2000年，调任山西省人民检察院副检察长。